# Мирне (Надвірнянський район)
Ми́рне (в минулому — Заріччя) — село в Україні, у Надвірнянській міській громаді Надвірнянського району Івано-Франківської області. Населення становить 491 особу.

## Історія
Село було підпорядковане Назавизівській сільській раді.

## Сьогодення
В селі є загальноосвітня школа I ступеня, бібліотека. На території села зареєстрована греко-католицька церква «Петра і Павла», парох — отець Василь Кугутяк.

## Населення

### Мова
Розподіл населення за рідною мовою за даними перепису 2001 року:
| Мова       | Кількість | Відсоток |
| ---------- | --------- | -------- |
| українська | 490       | 99.8%    |
| російська  | 1         | 0.2%     |
| Усього     | 491       | 100%     |